# Seppe Van Holsbeke
Seppe Van Holsbeke (19 januari 1988) is een Belgisch schermer.

## Levensloop
Van Holsbeke is een Gentse sabelschermer bij de Koninklijke en Ridderlijke Hoofdgilde van Sint-Michiel. 
Sinds 2004 werd hij negen keer Belgisch Kampioen bij de senioren en was aldus quasi onafgebroken nationaal kampioen van 2005 tot 2015, met uitzondering van 2007 en 2014. 
In 2012 slaagde Van Holsbeek er op het Europees kwalificatietoernooi in het Slovaakse Bratislava niet in zich te plaatsen voor de Olympische Spelen van 2012. Hij sneuvelde er in de kwartfinales tegen de Oekraïner Dmytro Boyko. In 2015 bereikte hij de achtste finales op de Europese Spelen. Hij werd er uitgeschakeld door de Spanjaard Fernando Casares. Op het olympisch kwalificatietoernooi in de Tsjechische Praag bereikte hij de halve finales en verzekerde zich alzo van Olympische deelname in 2016. Op het EK van 2016 strandde hij vervolgens op een 40e plaats. Op deOlympische Spelen van dat jaar te Rio werd hij 14e. Aldaar werd hij in de achtste finales uitgeschakeld door de Roemeen Tiberiu Dolniceanu.
In 2022 behaalde hij brons op een WK-selectietoernooi te München.

## Palmares

### Ranking
- 2016: plaats 36 op de wereldranglijst in de categorie sabel senioren mannen.